# 埼玉県立菖蒲高等学校
埼玉県立菖蒲高等学校（さいたまけんりつ しょうぶこうとうがっこう）は、埼玉県久喜市菖蒲町菖蒲に所在した公立の高等学校。平成22年（2010年）4月1日に埼玉県立蓮田高等学校との再編統合により、埼玉県立蓮田松韻高等学校となった。

## 設置学科
- 普通科

## 沿革
- 1948年（昭和23年）9月18日 - 埼玉県立不動岡高等学校菖蒲分校として開校する。4年制の定時制高校分校として菖蒲小学校の教室を間借りしての開校となる。
- 1952年（昭和27年）11月18日 - 現在地に校舎が落成する。
- 1962年（昭和37年） - 不動岡高校から独立し、組合立の埼玉県菖蒲高等学校となる。
- 1964年（昭和39年） - 全日制に移行する。
- 1966年（昭和41年） - 県立に移管され、埼玉県立菖蒲高等学校となる。
- 2008年（平成20年） - 生徒募集を停止。
- 2010年（平成22年）4月1日 - 埼玉県立蓮田高等学校と統合され、埼玉県立蓮田松韻高等学校となる。（所在地は旧県立蓮田高校）
- 2014年（平成26年）12月 - 施設を久喜市が取得。その後、校舎は解体され、跡地は運動公園として整備される予定。
- 2019年（令和元年）5月1日 - 菖蒲運動公園が暫定供用、施設の貸し出し開始[1]。

## クラブ
文化部
- インターアクト部
- 新聞・写真・放送部
- 家庭部
- 華道部
- 茶道部
- 書道部
- 音楽部
- 美術部

運動部
- サッカー部
- バスケットボール部
- バドミントン部
- 野球部
- 陸上競技部
- 空手道部
- 剣道部

## 著名な卒業生
- 新井正昭（元競輪選手）
- 鈴木慶（ソフマップ創業者、シュッピン創業者）
- 森田進（元競輪選手）
- 吉尾康秀（元俳優）

## 交通
- JR宇都宮線（東北本線）、東武伊勢崎線「久喜駅」西口。朝日バス「菖蒲仲橋」行きに乗り換え約25分。「菖蒲神社」バス停より徒歩8分
- JR高崎線「桶川駅」東口。朝日バス「菖蒲車庫」行きに乗り換え約30分「菖蒲神社」バス停